# Narazaki Yanosuke
Narazaki Yanosuke (jap. 楢崎 弥之助, wirklich: 楢崎 弥之祐; * 11. April 1920 in Fukuoka, Präfektur Fukuoka; † 29. Februar 2012 ebenda) war ein japanischer Politiker der Sozialistischen Partei Japans (SPJ), der von 1960 bis 1983 sowie von 1986 bis 1996 Mitglied des Shūgiin (Abgeordnetenhaus), dem Unterhaus des nationalen Parlaments, war und vor allem durch seine unnachgiebige Forderung nach Aufklärung von politischen Skandalen in Japan bekannt wurde.

## Leben
Narazaki absolvierte nach dem Besuch der Präfekturoberschule Shūyūkan ein Studium der Rechtswissenschaften an der Universität Kyūshū und war danach Sekretär des Geschäftsmanns und Politikers Matsumoto Jiichirō, ehemaliger Abgeordneter aus der Präfektur Fukuoka für die Sozialistische Massenpartei und nach dem Krieg Senator für die SPJ (linker Flügel) über den nationalen Wahlkreis sowie der erste Vizepräsident des Senats (Sangiin), dem Oberhaus des nationalen Parlaments. Durch die Unterstützung Matsumotos wurde er bei der Shūgiin-Wahl 1960 als Kandidat der Sozialistischen Partei Japans im fünfmandatigen Wahlkreis Fukuoka 1 zum Mitglied des Abgeordnetenhauses (Shūgiin) gewählt, dem er für acht Legislaturperioden bis zur Shūgiin-Wahl 1983 angehörte, als er nur den sechsthöchsten Stimmenanteil erhielt.
Bekannt wurde er vor allem durch seine unnachgiebige Forderung nach Aufklärung von politischen Skandalen in Japan.
1972 deckte er einen Geheimplan zwischen den USA und Japan über die Verlängerung der Stationierung von Einheiten der US-Streitkräfte in der Präfektur Okinawa auf. Seit dem Ende des Zweiten Weltkrieges wurde Okinawa vom US-Militär regiert und auch nach der Rückgabe an Japan 1972 gibt es auf Okinawa mehrere US-amerikanische Militärstützpunkte, unter anderem die Kadena Air Base und das Camp Foster. Okinawa wird daher auch „unversenkbarer Flugzeugträger“ der USA genannt.
Landesweite Bekanntheit erreichte er durch die Aufdeckung des Lockheed-Skandals, der größten Korruptionsaffäre im Nachkriegs-Japan. 1976 konnte dem ehemaligen Ministerpräsidenten Tanaka Kakuei nachgewiesen werden, dass er von Lockheed drei Millionen US-Dollar erhalten hatte, um sich für den Kauf der Lockheed Tristar durch die japanische Fluggesellschaft All Nippon Airways einzusetzen. Bei der Shūgiin-Wahl 1976, der so genannten „Lockheed-Wahl“, verlor dessen Liberaldemokratische Partei (LDP) erstmals die absolute Mehrheit im Unterhaus.
1978 gehörte Narazaki, der im März 1977 einen Untersuchungsbericht über den Tod von Arbeitern in japanischen Kernkraftwerken veröffentlichte, neben Den Hideo und anderen zu den Mitgründern des Sozialdemokratischen Bundes (Shakaiminshu Rengō), dessen Generalsekretär er unter den Vorsitzenden Den Hideo und Eda Satsuki war. Bei der Shūgiin-Wahl 1986 wurde er mit dem zweithöchsten Stimmenanteil im Wahlkreis Fukuoka 1 hinter Yamasaki Taku (LDP) abermals zum Mitglied des Unterhauses gewählt und gehörte diesem für weitere drei Legislaturperioden bis zur Shūgiin-Wahl 1996 an, als er nicht mehr kandidierte.
Im November 1988 trug er zur Aufdeckung und Aufarbeitung des Recruit-Skandal bei, bei dem der Besitzer der Firma Recruit Cosmos, Ezoe Hiromasa, kurz vor Umwandlung seines Unternehmens in eine Aktiengesellschaft, zwischen 1984 und 1986 zahlreichen Politikern wie dem späteren Ministerpräsidenten Mori Yoshirō große Aktienpakete überschrieben oder zu Vorzugspreisen verkauft hatte. Eine vollständige Vorfinanzierung des Aktienkaufs übernahm in vielen Fällen die Finanzierungsgesellschaft First Finance der Recruit-Gruppe. Als Gegenleistung sorgten zum Beispiel einige Politiker dafür, dass Recruit Cosmos seine Zeitschriften an Universitäten vertreiben durfte sowie bestimmte Immobilien zum Vorzugspreis erwerben konnte. Mit Beginn der Börsennotierung stieg der Wert der überschriebenen Papiere, so dass die Betroffenen diese sofort und mit großem Gewinn verkaufen konnten. Unter dem Druck der öffentlichen Empörung mussten einige der beschenkten Politiker, darunter auch der damalige Ministerpräsident Takeshita Noboru, ihren Rücktritt erklären.
Zuletzt veröffentlichte er im Juli 2011 eine Memorandum gegen den damaligen Ministerpräsidenten Kan Naoto, wie Narazaki ein ehemaliges Mitglied des Sozialdemokratischen Bundes. Darin forderte Narazaki den sofortigen Rücktritt des Premierministers nach dem Störfall im Kernkraftwerk Fukushima Daiichi im März 2011 und der dadurch verursachten Nuklearkatastrophe von Fukushima.
Sei ältester Sohn Narazaki Kin’ya ist ebenfalls Politiker (NFP, DP) und war von 2000 bis 2005 auch Mitglied des Unterhauses.